# Mornington Crescent (stanice metra v Londýně)
Mornington Crescent je stanice londýnského metra v oblasti Camden Town v severozápadním Londýně, pojmenovaná po nedaleké ulici. Stanice se nachází na větvi Charing Cross linky Northern Line mezi stanicemi Euston a Camden Town a je v přepravní zóně 2.
Stanice byla otevřena 22. června 1907 jako součást původní železnice Charing Cross, Euston & Hampstead Railway (CCE & HR, nyní větev Charing Cross linky Northern line). Charakteristická budova s obložením z krvavě rudé kameniny byla navržena architektem Lesliem Greenem, pracujícím pro společnost London Underground Electric Railways Company (UERL). Původně před otevřením bylo pro stanici navrženo jméno Seymour Street. Po svém otevření byla málo využívána, přičemž po mnoho let byla otevřena jen ve všední dny a před rokem 1966 jí vlaky směřující do stanice Edgware pouze projížděly, aniž by zde stavěly. V dubnu 1987 byla zapsána na seznam budov zvláštního architektonického nebo historického významu, stupeň II.

## Umístění
Stanice se nachází na jižním konci ulice Camden High Street na křižovatce s ulicemi Hampstead Road a Eversholt Street. Tato křižovatka tvoří severozápadní roh hranice oblasti Somers Town, oblast Camden Town se nachází na sever a sídliště Regent's Park Estate na jih od stanice.
Umístění stanice na lince Northern line je neobvyklé kvůli duálnímu charakteru větvení této linky v centru Londýna. Na větvi Charing Cross leží stanice Mornington Crescent mezi stanicemi Camden Town a Euston. Větev City linky Northern line vede také ze stanice Camden Town do stanice Euston, ale zcela jinými tunely, které mají zcela odlišnou trasu než větev Charing Cross, a neprocházejí stanicí Mornington Crescent. Přestože současné schematické mapy londýnského metra ukazují stanici Mornington Crescent na západ od tunelů větve City, je ve skutečnosti na východ od nich: obě větve linky Northern line (City i Charing Cross) se křižují ve stanici Euston, takže mezi Eustonem a Camden Townem běží tunely větve City západně od tunelů větve Charing Cross, na které se nachází stanice Mornington Crescent. Mapa londýnského metra z roku 1933 od Harryho Becka to zobrazuje geograficky správně.

## Uzavření a znovuotevření stanice
Dne 23. října 1992 byla stanice uzavřena, aby bylo možné nahradit tehdy 85leté výtahy. Záměrem bylo otevřít rekonstruovanou stanici do jednoho roku. Nicméně předchozí zanedbaná údržba znamenala vícepráce, v jejichž důsledku byla stanice uzavřena nakonec až do 27. dubna 1998.
V době, kdy stanice byla kvůli rekonstrukci uzavřena, odstartovala koordinovaná kampaň za její opětovné otevření díky populární soutěžní komedii uváděné na rozhlasových stanicích BBC Radio 4 a BBC World Service s názvem „I'm Sorry I Haven't a Clue” („Je mi líto, že nemám tušení“). V této satirické show často figuruje hra Mornington Crescent, jejíž jméno je odvozené od stejnojmenné stanice. Stanice byla znovuotevřena 27. dubna 1998 obvyklou sestavou účinkujících v této show (Humphrey Lyttelton, Barry Cryer, Tim Brooke-Taylor a Graeme Garden). V roce 2002 byla na stanici odhalena modrá pamětní deska připomínající zemřelého Willieho Rushtona, jednoho z nejdéle vystupujících porotců účinkujících v pořadu.
Původní obklady s výrazným světle modrým vzorem byly během rekonstrukce stanice restaurovány (i když s přihlédnutím k moderním požadavkům). Rekonstruována byla též odbavovací hala a uzavřeno původní nouzové schodiště. Jedna výtahová šachta dostala odlišné využití (zbytečné dva výtahy byly zrušeny), a sice jako schodiště a pro umístění řady staničních zařízení.
Od svého znovuotevření v roce 1998 je stanice otevřena po stejnou dobu jako většina ostatních stanic, včetně víkendů, ve snaze zmírnit tlak na stále rušnější nedalekou stanici Camden Town.

## Galerie

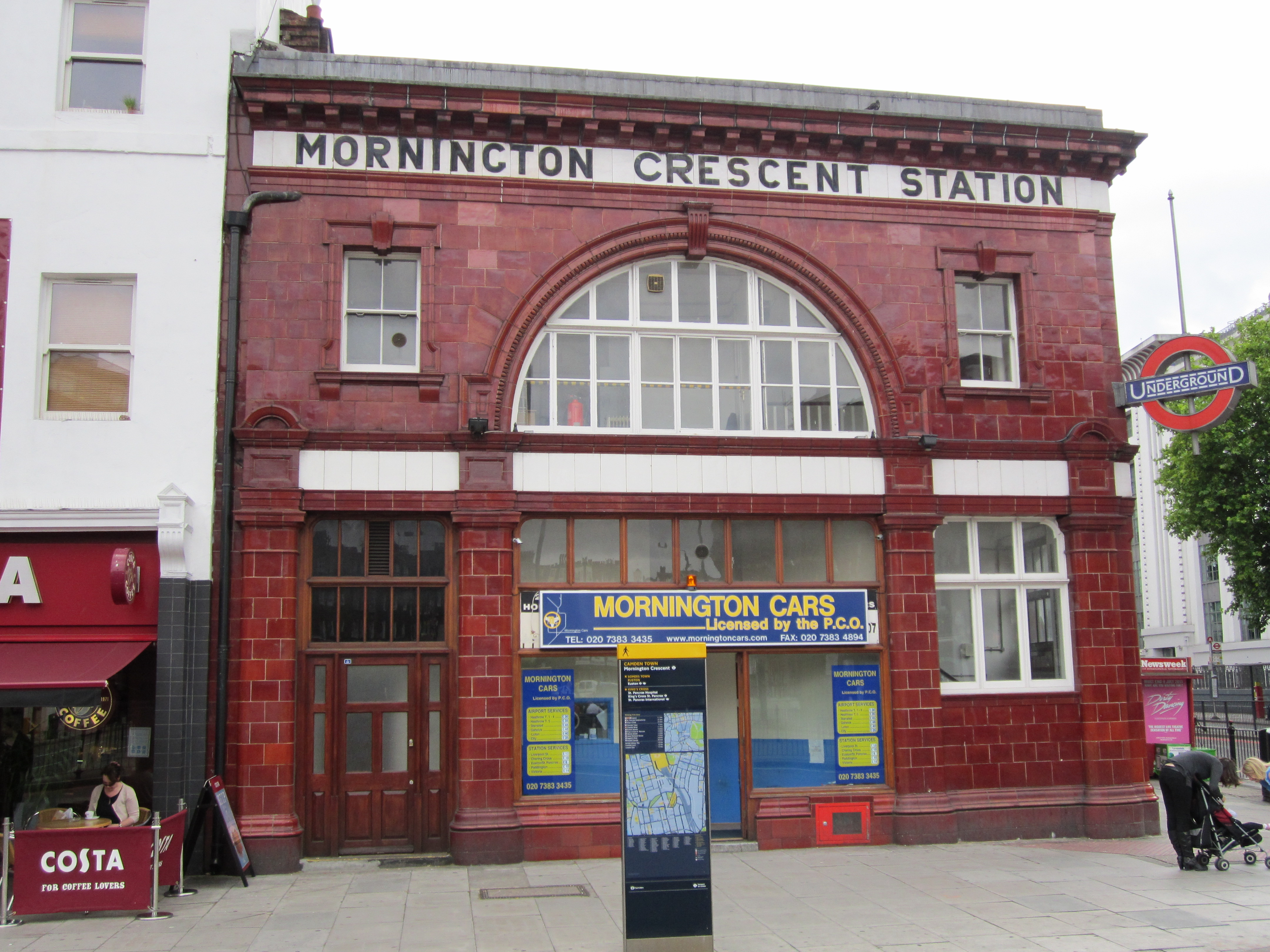
Pohled na budovu stanice od severu
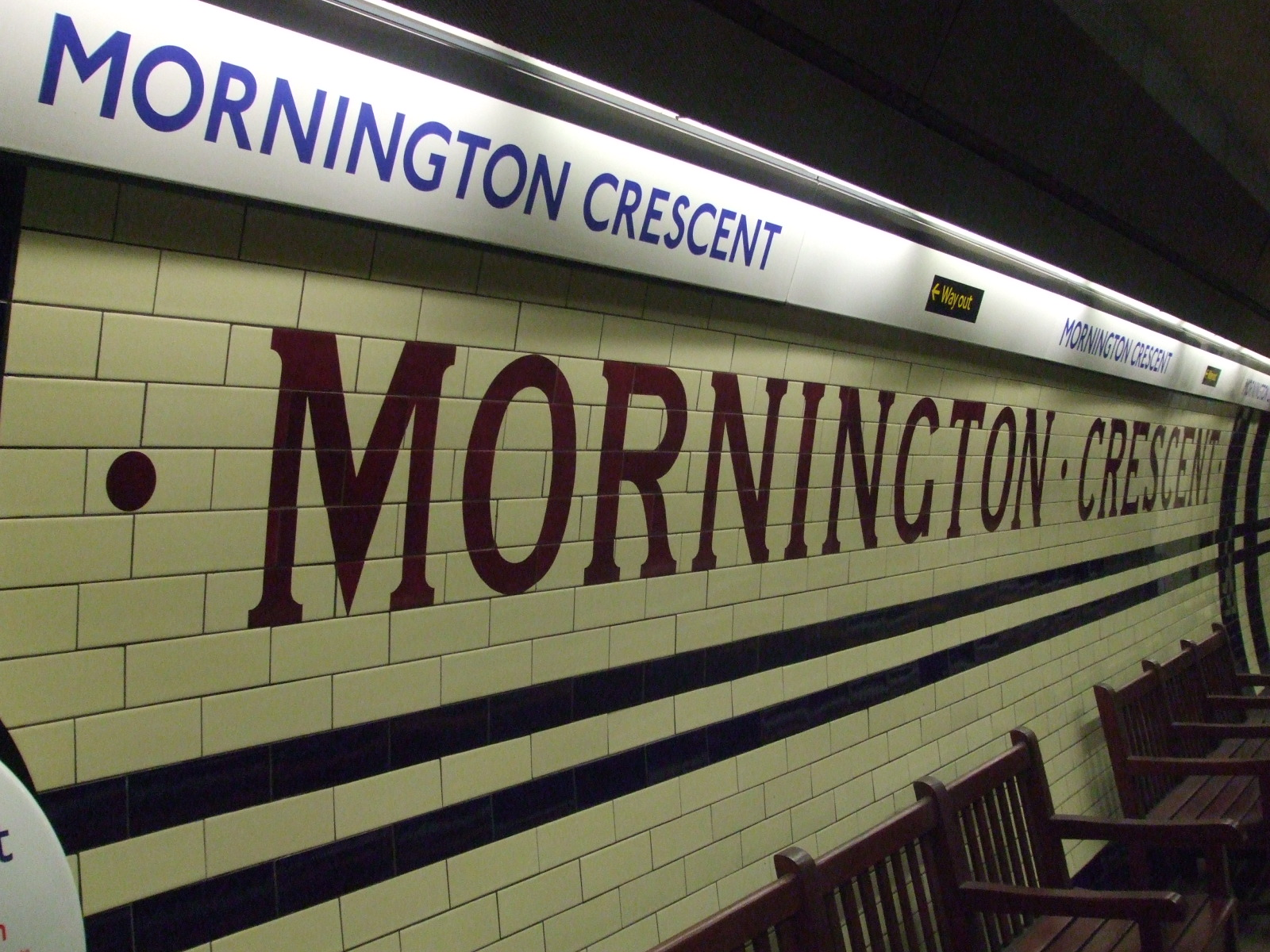
Obklady na nástupišti
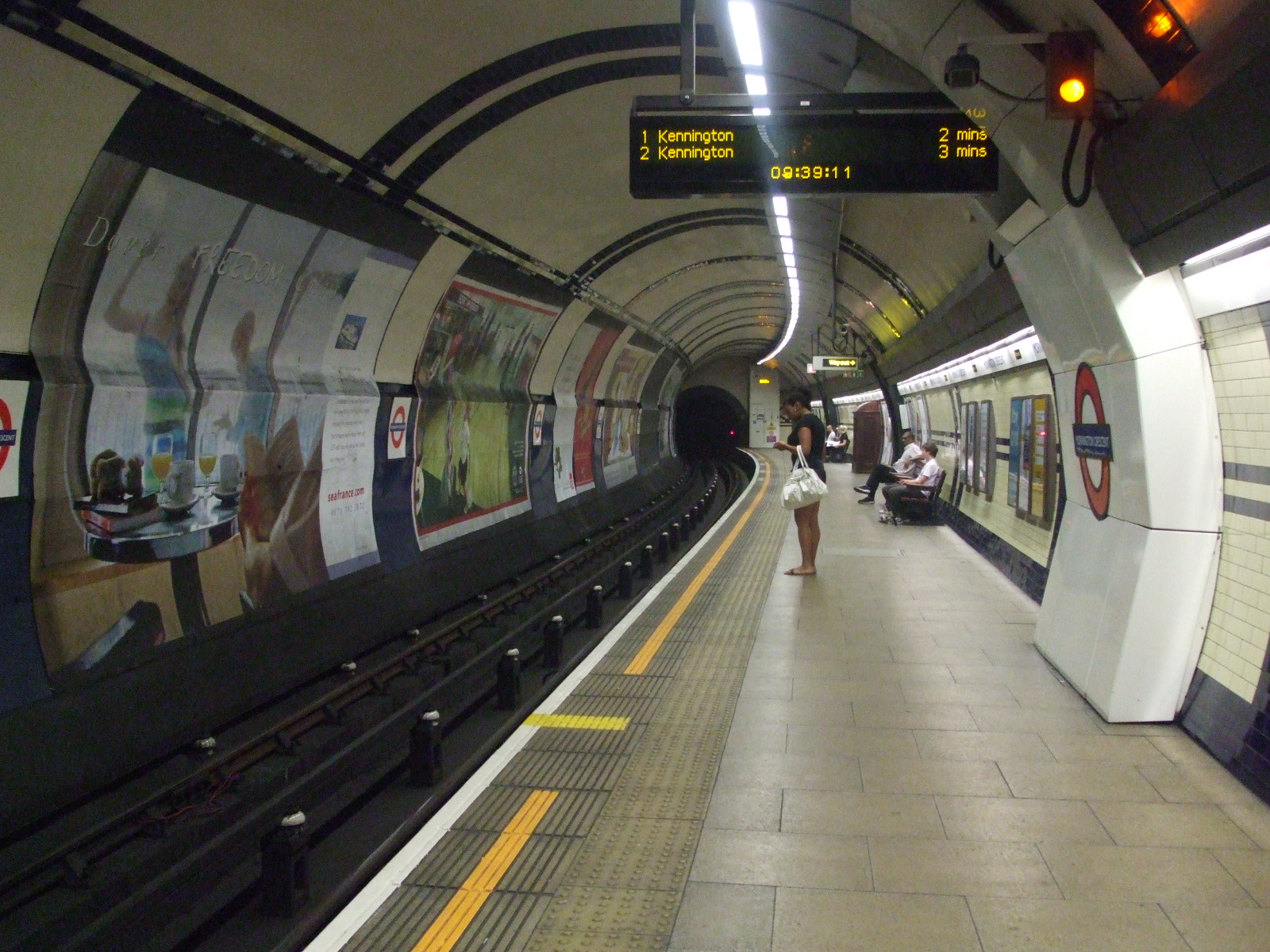
Pohled na nástupiště vlaků směřujících na jih
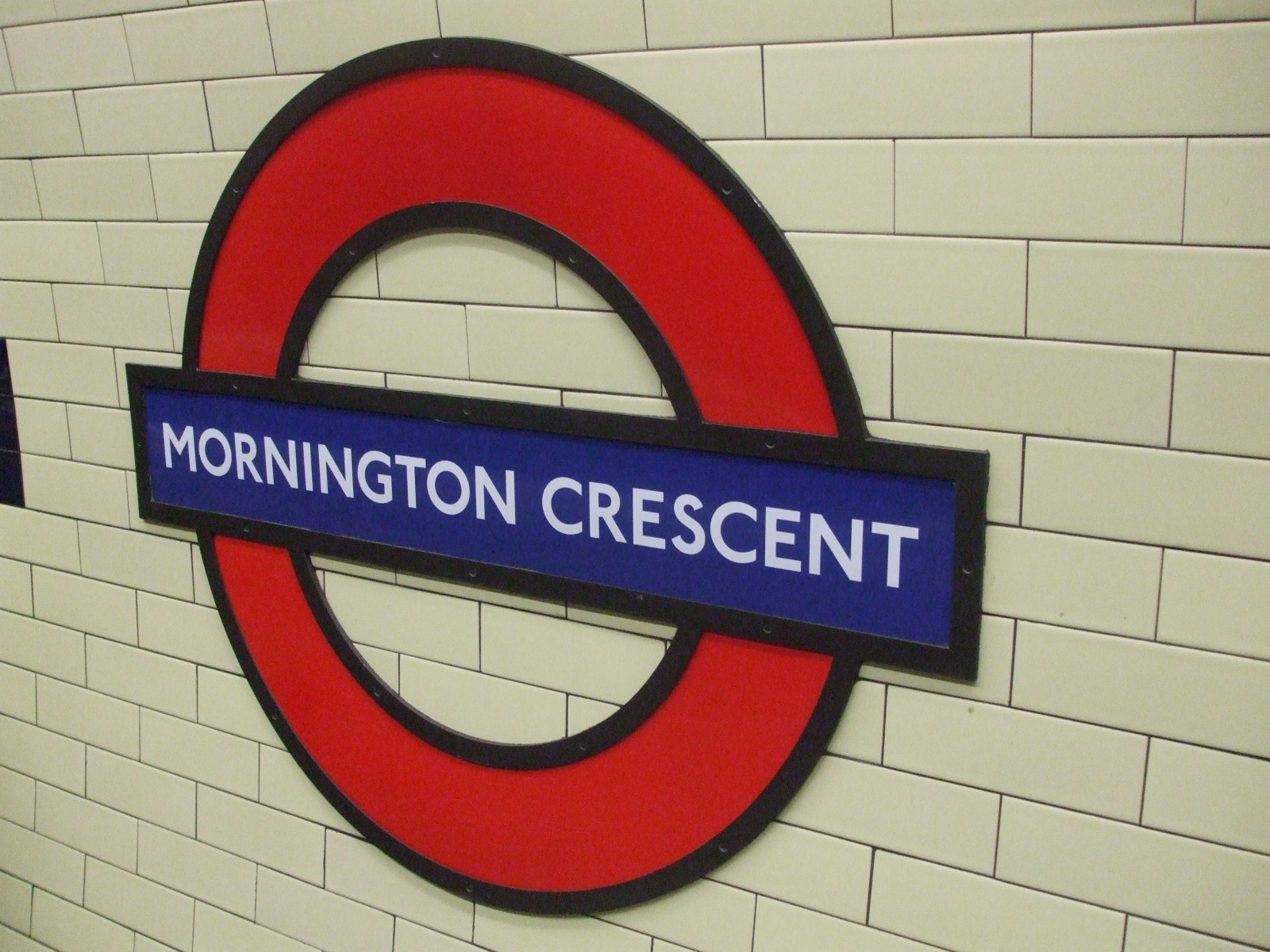
Logo londýnského metra s názvem stanice
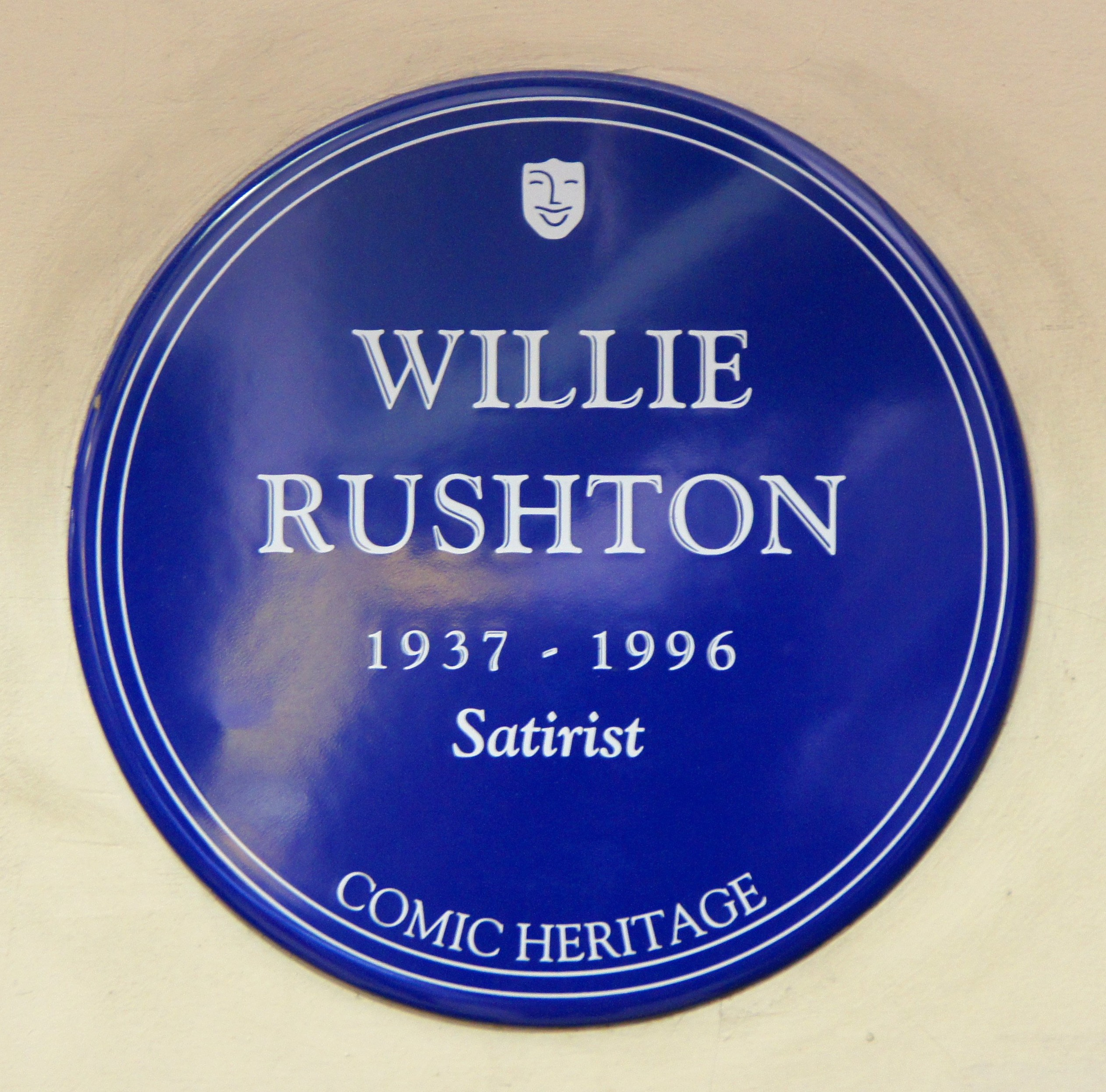
Pamětní deska připomínající Willieho Rushtona

## Dopravní návaznost
Stanici obsluhují autobusové linky 24, 27, 29, 46, 88, 134, 168, 214, 253, 274 a C2, a dále noční linky N5, N20, N28, N29, N31, N253 a N279.
| Rok  | Počet cestujících |
| ---- | ----------------- |
| 2013 | 4,65 mil.         |
| 2014 | 4,76 mil.         |
| 2015 | 4,53 mil.         |
| 2016 | 5,04 mil.         |
| 2017 | 5,08 mil.         |